# Carles Puyol
Carles Puyol i Saforcada [čti Karles Pujol i Saforkada] (* 13. dubna 1978, La Pobla de Segur, Španělsko) je bývalý španělský fotbalista, který celou svou profesionální kariéru odehrál za FC Barcelona, kde byl kapitánem. Po skončení hráčské kariéry se stal asistentem sportovního ředitele FC Barcelona, tuto funkci vykonával do ledna 2015.
Kapitánskou pásku převzal od Luise Enriqueho v srpnu roku 2004. Puyol se objevil ve více než 500 oficiálních zápasech a vyhrál mnoho významných titulů, z toho šestkrát La Ligu a třikrát Ligu mistrů.
Barcelonský klubista Puyol odehrál za katalánský velkoklub 682 zápasů, 593 za A-tým.
Celkem 115 zápasů z této porce pak odehrál v Lize mistrů UEFA.
Přesně 100 zápasů si zahrál za španělskou reprezentaci.

## Klubová kariéra

### Fotbalové začátky
Během dospívání hrál za katalánský klub Pobla de Segur, kde působil jako brankář, zranění ramene mu však znemožňovalo pokračovat. Krátce hrál na hrotu útoku, aby se konečně přesunul do obrany. Do Barcelony přišel v roce 1995 ve svých 17 letech, nejprve hrál defenzivního záložníka, poté přešel do B-týmu a přesunul se na pravý kraj obrany.

### FC Barcelona
Když se Puyol stal součástí A–týmu, setkal se s nizozemským trenérem Louisem Van Gaalem. Debutoval v sezóně 1999/2000 dne 2. října proti Realu Valladolid, kde Barcelona zvítězila výsledkem 2:0.
Puyol v průběhu zápasu vystřídal Simãa Sabrosu.
Jelikož v srdci obrany nastupoval Frank de Boer, nebyl van Gaal proti přestupu Puyola do Málagy, která o jeho služby projevila zájem. Transfer ztroskotal na samotném Puyolovi, ten se totiž rozhodl bojovat o základní sestavu.
Od titulu na jaře 1998 prožívala Barcelona útlum a navíc ji opustil Luís Figo, který odešel do Realu. Puyol na sebe upozornil výkony ve vzájemném zápase – El Clásicu – kdy jakožto pravý obránce měl Figa na starost. Sám Puyol po ukončení kariéry prozradil, že Real měl zájem jej toho času přivést.
Průlom nastal v ročníku 2001/02 s příchodem trenéra Carlese Rexacha, pod nímž Puyol odehrál 35 ligových zápasů. Proti Realu Valladolid dne 11. listopadu 2001 vstřelil při domácí výhře 4:0 svoji první branku.
Kapitánem Barcelony se stal v sezóně 2003/04 po odchodu Luise Enriqueho.
Během nepřítomnosti Raúla v národním týmu dělal kapitána i tam. 17. května 2006 se stal společně se svým týmem vítězem Ligy mistrů. V roce 2002 získal ocenění nejlepší obránce roku a stejný titul obdržel i v roce 2006.
Poté co na začátku ročníku 2008/09 převzal trénování Barcelony její bývalý hráč Pep Guardiola stanul Puyol ve stoperské dvojici s mladým 22letým Gerardem Piquém, původně náhradou za zkušenější obránce Gabriela Milita a Rafaela Márqueze.
Obrana se stala dalším pilířem katalánského týmu, který v této sezóně i té následující zaznamenal nejméně inkasovaných gólů ve španělské La Lize.
Po zlatém světovém šampionátu začala srpnovým španělským superpohárem sezóna 2010/11, ale ani do jednoho klání proti Seville Puyol nezasáhl. I bez něj ale Barcelona po prohře 1:3 a následné výhře 4:0 triumfovala.
Během sedmého kola La Ligy proti vedoucímu celku tabulky Valencii vstřelil Puyol vítězný gól na 2:1, čímž se blaugranas dotáhli na svého soupeře.
Derby proti Realu Madrid (nově vedený José Mourinhem 29. listopadu nastoupil v základní sestavě a odehrál ho celé. Katalánci doma zvítězili 5:0, v hektickém závěru pak došlo ke „strkanici“, při níž právě vyloučený Sergio Ramos strčil do Puyola, který spadl na trávník. Puyol po utkání ale celý incident se svým soupeřem a zároveň reprezentačním spoluhráčem zlehčoval s pochopením pro vypjaté okamžiky.
Puyol ovšem neměl tak výrazný podíl na dosažených úspěších jako v minulých letech a na jeho místě pu boku Piquého častěji nastupoval Argentinec Javier Mascherano, předtím defenzivní středopolař.
Po sezóně 2013/14, kdy Barcelona nezískala ani jednu trofej, ukončil hráčskou kariéru kvůli problémům s koleny.

## Reprezentační kariéra
Carles reprezentoval Španělsko již v mládežnických výběrech. V roce 2000 byl členem týmu U21, jenž na Mistrovství Evropy hráčů do 21 let konaném na Slovensku obsadil 3. místo.
Hrál následně i na Letních olympijských hrách 2000 v Sydney, kde Španělsko prohrálo s Kamerunem ve finále na penalty.

### A-mužstvo
Puyol pravidelně nastupujoval i v národním fotbalovém dresu Španělska, ve kterém se objevil i na Mistrovství světa ve fotbale 2002, 2006, 2010 a na Mistrovství Evropy 2004, 2008.

## Styl hry
Carles Puyol je považován za jednoho z nejlepších fotbalových obránců vůbec.
Dokázal zahrát ve středu obrany jako stoper a též jako pravý nebo levý krajní obránce.
Mezi jeho dovednosti patřily obranné zákroky, univerzálnost, pracovitost a soustředěnost na herní dění.
Svým odhodláním si získal kapitánskou pásku a byl pomyslným srdcem a duší barcelonského mužstva.
Útočník Chelsea Didier Drogba, který proti Puyolovi několik utkání odehrál, jej v rozhovoru označil za jednoho ze tří nejtěžších obránců, proti kterým kdy hrál a označil jej za džentlmena.

## Statistiky

### Klub
Aktualizováno: 6. červen 2013
| Klub             | Sezóna           | Liga   | Liga | Pohár  | Pohár | Evropa | Evropa | Ostatní | Ostatní | Celkem | Celkem |
| Klub             | Sezóna           | Starty | Góly | Starty | Góly  | Starty | Góly   | Starty  | Góly    | Starty | Góly   |
| ---------------- | ---------------- | ------ | ---- | ------ | ----- | ------ | ------ | ------- | ------- | ------ | ------ |
| Barcelona B      | 1996–97          | 1      | 1    | –      | –     | –      | –      | –       | –       | 1      | 1      |
| Barcelona B      | 1997–98          | 42     | 3    | –      | –     | –      | –      | –       | –       | 42     | 3      |
| Barcelona B      | 1998–99          | 38     | 2    | –      | –     | –      | –      | –       | –       | 38     | 2      |
| Barcelona B      | 1999–2000        | 8      | 0    | –      | –     | –      | –      | –       | –       | 8      | 0      |
| Barcelona B      | Celkem           | 89     | 6    | –      | –     | –      | –      | –       | –       | 89     | 6      |
| Barcelona        | 1999–2000        | 24     | 0    | 5      | 0     | 8      | 0      | 0       | 0       | 37     | 0      |
| Barcelona        | 2000–01          | 17     | 0    | 2      | 0     | 5      | 0      | –       | –       | 24     | 0      |
| Barcelona        | 2001–02          | 35     | 2    | 1      | 0     | 15     | 0      | –       | –       | 51     | 2      |
| Barcelona        | 2002–03          | 32     | 0    | 0      | 0     | 14     | 0      | –       | –       | 46     | 0      |
| Barcelona        | 2003–04          | 27     | 0    | 4      | 0     | 7      | 0      | –       | –       | 38     | 0      |
| Barcelona        | 2004–05          | 36     | 0    | 1      | 0     | 8      | 0      | –       | –       | 45     | 0      |
| Barcelona        | 2005–06          | 35     | 1    | 3      | 0     | 12     | 0      | 2       | 0       | 52     | 1      |
| Barcelona        | 2006–07          | 35     | 1    | 7      | 0     | 8      | 1      | 5       | 0       | 55     | 2      |
| Barcelona        | 2007–08          | 30     | 0    | 7      | 0     | 10     | 1      | –       | –       | 47     | 1      |
| Barcelona        | 2008–09          | 28     | 1    | 6      | 0     | 11     | 0      | –       | –       | 45     | 1      |
| Barcelona        | 2009–10          | 32     | 1    | 2      | 0     | 9      | 0      | 5       | 0       | 48     | 1      |
| Barcelona        | 2010–11          | 17     | 1    | 2      | 0     | 8      | 0      | 0       | 0       | 27     | 1      |
| Barcelona        | 2011–12          | 26     | 3    | 7      | 2     | 9      | 0      | 2       | 0       | 44     | 5      |
| Barcelona        | 2012–13          | 13     | 1    | 5      | 1     | 4      | 0      | 0       | 0       | 22     | 2      |
| Barcelona        | 2013–14          | 5      | 1    | 6      | 1     | 1      | 0      | 0       | 0       | 12     | 2      |
| Barcelona        | Celkem           | 392    | 12   | 58     | 4     | 129    | 2      | 14      | 0       | 593    | 18     |
| Celkem v kariéře | Celkem v kariéře | 481    | 18   | 58     | 4     | 129    | 2      | 14      | 0       | 682    | 24     |

### Reprezentace
| Národní tým | Rok     | Zápasy | Góly |
| ----------- | ------- | ------ | ---- |
| Španělsko   | 2000    | 1      | 0    |
| Španělsko   | 2001    | 4      | 0    |
| Španělsko   | 2002    | 10     | 1    |
| Španělsko   | 2003    | 8      | 0    |
| Španělsko   | 2004    | 10     | 0    |
| Španělsko   | 2005    | 10     | 0    |
| Španělsko   | 2006    | 10     | 0    |
| Španělsko   | 2007    | 5      | 0    |
| Španělsko   | 2008    | 14     | 1    |
| Španělsko   | 2009    | 8      | 0    |
| Španělsko   | 2010    | 14     | 1    |
| Španělsko   | 2011    | 4      | 0    |
| Španělsko   | 2012    | 1      | 0    |
| Španělsko   | 2013    | 1      | 0    |
| Celkově     | Celkově | 100    | 3    |

#### Reprezentační góly
Skóre a výsledky Španělska jsou vždy zapsány jako první. Góly Carlese Puyola jsou zvýrazněny.
| Gól | Datum            | Místo                                                | Soupeř        | Skóre | Výsledek | Soutěž                                           |
| --- | ---------------- | ---------------------------------------------------- | ------------- | ----- | -------- | ------------------------------------------------ |
| 1.  | 17. dubna 2002   | Windsor Park, Belfast, Severní Irsko                 | Severní Irsko | 4:0   | 5:0      | Přátelský zápas                                  |
| 2.  | 11. října 2008   | A. Le Coq Arena, Tallinn, Estonsko                   | Estonsko      | 3:0   | 3:0      | Kvalifikace na Mistrovství světa ve fotbale 2010 |
| 3.  | 7. července 2010 | Moses Mabhida Stadium, Durban, Jihoafrická republika | Německo       | 1:0   | 1:0      | Mistrovství světa ve fotbale 2010                |

## Úspěchy

### Klubové
- 6× vítěz španělské ligy – 2004/05, 2005/06, 2008/09, 2009/10, 2010/11, 2012/13
- 2× vítěz španělského domácí poháru Copa del Rey – 2008/09, 2011/12
- 3× vítěz španělského superpoháru Supercopa de España – 2005, 2006, 2009, 2010
- 3× vítěz Ligy mistrů UEFA – 2005/06, 2008/09, 2010/11
- 2× vítěz Superpoháru UEFA - 2009, 2011
- 2× vítěz Mistrovství světa klubů FIFA – 2009, 2011

### Reprezentační
- 1× vítěz EURO – 2008
- 1× stříbro z LOH – 2000
- 1× vítěz MS – 2010

## Osobní život
Puyolův otec Josep zemřel při nehodě na statku v roce 2009, když byl Carles na cestě na zápas s Deportivem La Coruña. O špatných zprávách ho informoval trenér Frank Rijkaard při přistání.
Puyol řekl, že tohle v kombinaci se zraněním vedlo k temné periodě. Poté přišel do Barcelony fyzioterapeut španělské fotbalové reprezentace Raúl Martínez, o kterém Puyol říká, že mu dal velkou podporu. Přiměl mě reagovat a já se začal snažit být více veselejší a nebýt tím vším příliš zahlcen.
Puyolovy dlouhé kudrnaté vlasy jsou pro něj charakteristické celou fotbalovou kariéru. Barcelonský manažer Louis van Gaal Puyolovi v 19 letech hned po tréninku navrhl, ať se jde ostříhat. "Kde je problém? Nemůžeš si dovolit holiče?", zeptal se ho ve své kanceláři.
"Nic jsem mu na to neřekl. Každopádně od té doby zůstaly mé vlasy, jaké jsou." Puyol před zápasy rád poslouchá death metalovou kapelu Napalm Death.
V březnu 2009 v rozhovoru pro Goal.com řekl: "Nerad chodím večer někam ven. Každopádně rád někdy prostě vypnu a nebo také rád čtu." V září následujícího roku se dal dohromady s modelkou Malena Costa. V říjnu skóroval proti Valencii a svůj gól věnoval právě svojí přítelkyni. Zdroje uvádějí, že počátkem roku 2012 se pár rozešel.